# Леонард Саскинд
Леонард Саскинд (енгл. Leonard Susskind, Њујорк, 20. мај 1940) амерички је Феликс Блохов професор теоријске физике на Универзитету Станфорд и главна особа на одсеку Станфордског унивезитета за теоријску физику. Његова интересовања за истраживање укључују теорију струна, квантну теорију поља, квантну физичку механику те квантну космологију. Члан је Националне академије наука САД у Сједињеним Државама и Америчке академије наука и уметности, придружени члан канадског Периметарског института за теоријску физику, те истакнути професор (доцент) на Корејском институту за напредне студије.
Саскинд је добро познат као један од ткалаца теорије струна, који је — заједно са Јоичиром Намбуом и Холгером Бехом Нилсеном — независно увео идеју да би честице у ствари и могле да буду стања екситације релативистичких струна. Био је први који је дао прецизну интерпретацију теорије струна за холографски принцип године 1995, те идеју пејзажа теорије струна године 2003.
Саскинд је за свој рад 1998. године добио Џун Џон Сакураијеву награду.

## Детињство, младост и образовање
Леонард Саскинд је рођен у јеврејској породици из Јужног Бронкса, дела Њујорк Ситија. Данас живи у Пало Алту (Калифорнија). Почео је радити као водоинсталатер када је имао 16 година, настављајући радити посао свога оца који је постао болестан. После тога, уписао је Градски колеџ у Њујорку као студент машинства (инжењеринга); дипломирао је као бахелор науке у физици 1962. године. У интервјуу за Лос Анђелес тајмс, Саскинс се присећа момента када је разговарао са својим оцем о променама које намерава да направи на путу своје каријере:
| „ | Када сам рекао свом оцу да желим да постанем физичар, он је одговорио: „Ни говора, нећеш радити у апотеци.” Ја сам рекао: „Као Ајнштајн.” Он ме притиснуо у прса делом водоводне цеви. „Нећеш ти бити никакав инжењер”, рекао је. „Бићеш Ајнштајн.” | ” |

Саскинд је касније студирао на Универзитету Корнел где му је предавао Питер Амблер Карутерс и где је зарадио своје звање доктора (1965. године). Женио се два пута (први пут 1960. године), а има четворо деце.

## Каријера
Саскинд је прво био доцент физике, а потом и доцент на Универзитету Јешива (1966—1970); после овога је отишао на једну годину на Универзитет у Тел Авиву (1971—1972), те се касније вратио у Јешиву да би постао професор физике (1970—1979). Након 1979. године, Саскинд је био професор физике на Универзитету Станфорд, а од 2000. држао је професуру физике Феликса Блоха.
Леонард Саскинд је 1998. године добио Џун Џон Сакураијеву награду за своје „пионирске доприносе хадроничним моделима струна, теорији о решеткастом мерачу, квантној хромодинамици и нарушавању динамичке симетрије”. Његова главна одлика, према његовим сарадницима и колегама, била је примена „бриљантне маште и оригиналности у сврхе теоретичких проучавања природе елементарних честица и сила које чине физички свет”.
Године 2007, Саскинд се придружио Периметарском институту за теоријску физику у Вотерлуу (Онтарио, Канада), као придружени члан. Био је изабран и за члана Националне академије наука САД и Америчке академије уметности и наука. Такође, Леонард је и доцент на Корејском институту за напредне студије.

### Научна каријера
Леонард Саскинд је био један од најмање три физичара (међу којима су и Јоичиро Намбу и Холгер Бех Нилсен) која су око 1970. године независно открила да би се Венецијанов модел двојне резонанције јаких интеракција/сила могао описати моделом осцилујућих струна из квантне механике. Био је први који је предложио идеју пејзажа теорије струна, а начинио је и значајне доприносе у следећим областима физике:
- независно откриће модела теорије струна честичне физике[17]
- теорија кваркног затварања[18]
- развој теорије о решеткастом хамилтонијанском мерачу — Когут—Саскиндови фермиони[19]
- теорија нарушавања скалирања у дубокој нееластичној електропродукцији
- теорија нарушавања симетрије; понекад позната и као „техниколор теорија”[20]
- друга, и даље независна, теорија космолошке бариогенезе[21] (рад Андреја Сахарова је био први али је већином непознат на западној полулопти)
- теорија струна ентропије црне рупе[22]
- принцип комплементарности црне рупе[23]
- хипотеза узрочне закрпе
- холографски принцип[24]
- М-теорија, укључујући и развој БФШС матричког модела[25]
- увођење холографскоих оквира ентропије у физичкој космологији
- идеја антропичког пејзажа теорије струна[11]
- Цензус Тејкерова капа

## Књиге
Саскинд је аутор неколико популарних научних књига.

### Космички пејзаж
Космички пејзаж: Теорија струна и илузија интелигентног дизајна (енгл. The Cosmic Landscape: String Theory and the Illusion of Intelligent Design) Саскиндова је прва популарна научна књига (изд. ), а издата је 12. децембра 2005. године. То је покушај Саскинда да искаже своју идеју антропичког пејзажа теорије струна општој јавности. У књизи, Саскинд описује како је пејзаж теорије струна готово неизбежна последица неколико фактора, од којих је један Стивен Вајнбергова предикција космолошке константе 1987. године. Питање које се овде поставља је то зашто је наш универзум добро уштиман за наше постојање. Саскинд објашњава да је Вајнберг израчунао да уколико би космолошка константа била само мало другачија, наш универзум би престао да постоји.

### Рат за црне рупе
Рат за црне рупе: Моја битка са Стивеном Хокингом да учиним свет сигурним за квантну механику (енгл. The Black Hole War: My Battle with Stephen Hawking to Make the World Safe for Quantum Mechanics) Саскиндова је друга популарна научна књига (изд. ), а издата је 7. јула 2008. године. Књига представља његов најпознатији рад и објашњава шта он мисли да би се десило са информацијом и материјом сачуваној у црној рупи када иста испари. Књига је настала после расправе започете 1981. године, када се одржао састанак физичара на коме су они покушавали да реше одређене мистерије о томе како специфична елементална једињења функционишу. Током ове расправе, Стивен Хокинг је изјавио да је информација унутар црне рупе изгубљена заувек како црна рупа испарава. Требало је 28 година Леонарду Саскинду да формулише своју теорију која би доказала да Хокинг није био у праву. Он је ову теорију објавио у својој књизи, Рат за црне рупе. Баш као и Космички пејзаж, и Рат за црне рупе намењен је читаоцима лаицима. Саскинд у књизи пише:
Прави алати за разумевање квантног универзума чини апстрактна математика: бесконачни димензионални Хилбертови простори, пројекциони оператори, унитарне матрице и много других напредних принципа за чије је учење потребно неколико година. Идемо видети шта ћемо ми урадити на само неколико страница.

### Серија књига:Теоретички минимум
Саскинд је тренутно коаутор серије пратећих књига за своју серију предавања под именом Теоретички минимум (енгл. The Theoretical Minimum). Прва од њих, Теоретички минимум: Шта треба да знаш како би се почео бавити физиком (енгл. The Theoretical Minimum: What You Need to Know to Start Doing Physics), издата је 2013. године и садржи модерне формулације класичне механике. Друга, Квантна механика: Теоретички минимум (енгл. Quantum Mechanics: The Theoretical Minimum), издата је фебруара 2014. године. Очекује се да ће у следећој књизи фокус увелико да буде на специјалној релативности.

## Серија предавања:Теоретички минимум
Саскинд води серију предавања на Универзитету Станфорд чије су лекције о модерној физици, и то под именом Теоретички минимум. Ова предавања су касније формирала фундамент за настанак књига истог имена. Циљ предавања је научити основне али ригорозне теоретичке темеље потребне за студирање одређених области физике. Серија покрива класичну механику, релативност, квантну механику, статистичку механику те физичку космологију, укључујући и физику црних рупа.
Ова предавања су доступна на веб-сајту Теоретички минимум, на Ајтјунсу те на Јутјубу. Намењена су за математички образовану јавност као и студенте физичких наука / математике. Саскиндов циљ на предавањима је да оне који присуствују уведе у алгебру, калкулус, векторе, диференцијални калкулус, интеграле, а можда и диференцијалне операторе, матрице и линеарну алгебру. Задаће и учење ван предавања је у осталим случајевима беспотребно. Саскинд објашњава већи дио примењене математике, што и формира структуру самих предавања.

## Серија предавања:Месенџер
Саскинд је одржао 3 предавања под називом Рођење универзума и порекло закона физике (енгл. The Birth of the Universe and the Origin of Laws of Physics) у раздобљу 28. април — 1. мај 2014. године, као део серије предавања Месенџер на Корнелу. Ова предавања се могу наћи и бесплатно погледати на званичном веб-сајту Универзитета Корнел.

## Дебата Смолин—Саскинд
Дебата Смолин—Саскинд се односи на серију интензивних постова из 2004. године које су један другом упућивали Ли Смолин и Леонард Саскинд, а у вези са Смолиновом тврдњом да „антропички принцип не може да донесе икакве обориве предикције те тако не може да буде део науке”. Дебата је почела 26. јула 2004. године, када је Смолин издао Научне алтернативе за антропички принцип (енгл. Scientific alternatives to the anthropic principle). Смолин је Саскинда преко електронске поште питао за коментар. Пошто није имао прилике да прочита његов рад, Саскинд је захтевао сумирање Смолинових аргумената. Смолин је пристао те 28. јула 2004. године добио од Саскинда одговор да логика коју је следио „може довести до бесмислених [смешних, апсурдних] закључака”. Следећег дана, Смолин је одговорио да „уколико велико тело њихових колега не види ништа лоше у томе да верује у теорије за које се не може доказати да нису тачне, онда би напредак науке могао да се стопира, што би довело до ситуације у којој би погрешне али непобитне теорије могле да заокупе пажњу њиховог поља”. Ово је пропраћено од стране Саскинда новим радом у коме је он прокоментарисао Смолинову теорију „космичке природне селекције”.
Дебата Смолин—Саскинд је напослетку завршила тако што су се обојица сложили да напишу коначне коментаре и аргументе у форми „писма” и то поставе на веб-сајт edge.org, поштујући следећа три услова/правила:
1. највише једно „писмо” за свакога од двојице научника
2. ниједан научник не сме да види „писмо” овог другог унапред
3. нема промена „писма” од стране научника након отварања онлајн дебате

## Лични живот
Саскинд је био близак пријатељ Ричарда Фајнмана (1918—1988), мада никада нису заједно објавили ниједно истраживање. Саскинд је Фајнмана увек звао „Дик”. Кад су били на Тедекс конференцији у Француској, Фајнман је Саскинда звао „Леонардо” јер је овај вежбао његов француски.
Саскинд је прадеда.